# 茹帕尼
48°48′12″N 23°11′25″E / 48.80333°N 23.19028°E

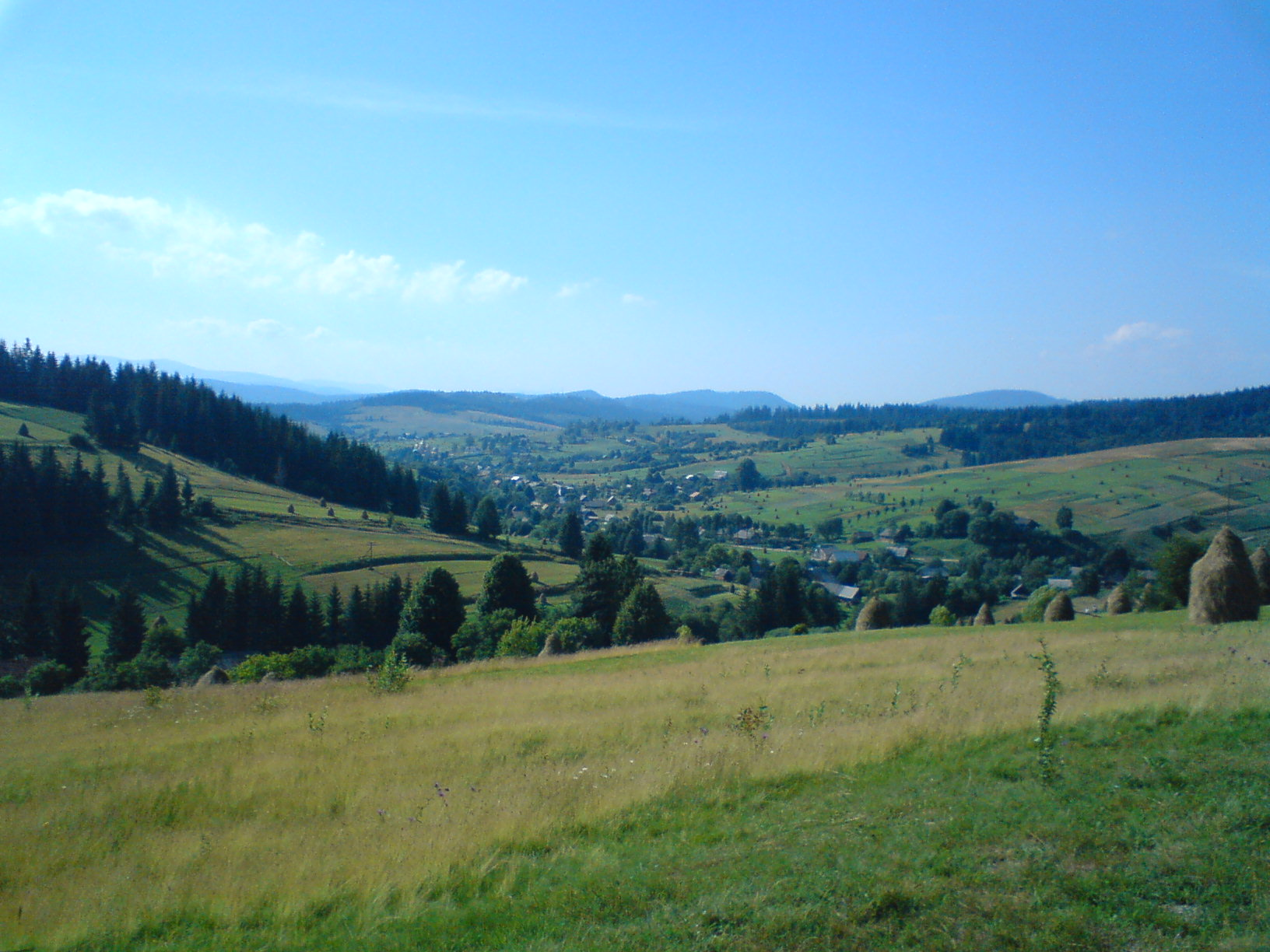
茹帕尼

茹帕尼（烏克蘭語：Жупани），是烏克蘭的村落，位於該國西部利沃夫州，由斯特雷區科焦瓦市鎮負責管轄，始建於1515年，面積1.76平方公里，海拔高度800米，2021年人口900，人口密度每平方公里560.23人。